# Rhorus elongatus
Rhorus elongatus là một loài tò vò trong họ Ichneumonidae.